# Llista d'asteroides/207601-207700
| Nom      | Designació provisional | Data de descobriment   | Lloc de descobriment | Descobridor/s          |
| -------- | ---------------------- | ---------------------- | -------------------- | ---------------------- |
| 207601 - | 2006 QQ99              | 24 d'agost de 2006     | Palomar              | NEAT                   |
| 207602 - | 2006 QU105             | 28 d'agost de 2006     | Catalina             | CSS                    |
| 207603 - | 2006 QD111             | 27 d'agost de 2006     | Lulin Observatory    | H.-C. Lin, Q.-z. Ye    |
| 207604 - | 2006 QW111             | 22 d'agost de 2006     | Palomar              | NEAT                   |
| 207605 - | 2006 QY113             | 25 d'agost de 2006     | Socorro              | LINEAR                 |
| 207606 - | 2006 QK122             | 29 d'agost de 2006     | Catalina             | CSS                    |
| 207607 - | 2006 QG130             | 19 d'agost de 2006     | Palomar              | NEAT                   |
| 207608 - | 2006 QA140             | 18 d'agost de 2006     | Palomar              | NEAT                   |
| 207609 - | 2006 QA142             | 18 d'agost de 2006     | Palomar              | NEAT                   |
| 207610 - | 2006 QS155             | 19 d'agost de 2006     | Kitt Peak            | Spacewatch             |
| 207611 - | 2006 QE157             | 19 d'agost de 2006     | Kitt Peak            | Spacewatch             |
| 207612 - | 2006 QQ162             | 21 d'agost de 2006     | Kitt Peak            | Spacewatch             |
| 207613 - | 2006 RK9               | 13 de setembre de 2006 | Palomar              | NEAT                   |
| 207614 - | 2006 RU13              | 14 de setembre de 2006 | Kitt Peak            | Spacewatch             |
| 207615 - | 2006 RK15              | 14 de setembre de 2006 | Palomar              | NEAT                   |
| 207616 - | 2006 RX33              | 12 de setembre de 2006 | Catalina             | CSS                    |
| 207617 - | 2006 RJ43              | 14 de setembre de 2006 | Kitt Peak            | Spacewatch             |
| 207618 - | 2006 RF45              | 14 de setembre de 2006 | Kitt Peak            | Spacewatch             |
| 207619 - | 2006 RU60              | 14 de setembre de 2006 | Palomar              | NEAT                   |
| 207620 - | 2006 RK74              | 15 de setembre de 2006 | Kitt Peak            | Spacewatch             |
| 207621 - | 2006 RK81              | 15 de setembre de 2006 | Kitt Peak            | Spacewatch             |
| 207622 - | 2006 RT121             | 15 de setembre de 2006 | Kitt Peak            | Spacewatch             |
| 207623 - | 2006 SK5               | 16 de setembre de 2006 | Palomar              | NEAT                   |
| 207624 - | 2006 SY14              | 17 de setembre de 2006 | Catalina             | CSS                    |
| 207625 - | 2006 SB45              | 18 de setembre de 2006 | Kitt Peak            | Spacewatch             |
| 207626 - | 2006 SP56              | 20 de setembre de 2006 | Catalina             | CSS                    |
| 207627 - | 2006 SA93              | 18 de setembre de 2006 | Kitt Peak            | Spacewatch             |
| 207628 - | 2006 SK111             | 22 de setembre de 2006 | Socorro              | LINEAR                 |
| 207629 - | 2006 SS144             | 19 de setembre de 2006 | Kitt Peak            | Spacewatch             |
| 207630 - | 2006 SV167             | 25 de setembre de 2006 | Kitt Peak            | Spacewatch             |
| 207631 - | 2006 SP225             | 26 de setembre de 2006 | Mount Lemmon         | Mount Lemmon Survey    |
| 207632 - | 2006 SE299             | 26 de setembre de 2006 | Socorro              | LINEAR                 |
| 207633 - | 2006 SV339             | 28 de setembre de 2006 | Kitt Peak            | Spacewatch             |
| 207634 - | 2006 SN350             | 30 de setembre de 2006 | Catalina             | CSS                    |
| 207635 - | 2006 SS390             | 16 de setembre de 2006 | Kitt Peak            | Spacewatch             |
| 207636 - | 2006 SQ394             | 26 de setembre de 2006 | Catalina             | CSS                    |
| 207637 - | 2006 TE24              | 12 d'octubre de 2006   | Kitt Peak            | Spacewatch             |
| 207638 - | 2006 TJ32              | 12 d'octubre de 2006   | Kitt Peak            | Spacewatch             |
| 207639 - | 2006 TN123             | 2 d'octubre de 2006    | Kitt Peak            | Spacewatch             |
| 207640 - | 2006 UV22              | 16 d'octubre de 2006   | Mount Lemmon         | Mount Lemmon Survey    |
| 207641 - | 2006 UK46              | 16 d'octubre de 2006   | Kitt Peak            | Spacewatch             |
| 207642 - | 2006 UC180             | 16 d'octubre de 2006   | Catalina             | CSS                    |
| 207643 - | 2006 UW181             | 16 d'octubre de 2006   | Catalina             | CSS                    |
| 207644 - | 2006 UW322             | 17 d'octubre de 2006   | Kitt Peak            | Spacewatch             |
| 207645 - | 2007 HB33              | 19 d'abril de 2007     | Mount Lemmon         | Mount Lemmon Survey    |
| 207646 - | 2007 HJ50              | 20 d'abril de 2007     | Kitt Peak            | Spacewatch             |
| 207647 - | 2007 KQ8               | 22 de maig de 2007     | Siding Spring        | SSS                    |
| 207648 - | 2007 LP18              | 14 de juny de 2007     | Anderson Mesa        | LONEOS                 |
| 207649 - | 2007 MX5               | 17 de juny de 2007     | Kitt Peak            | Spacewatch             |
| 207650 - | 2007 MM8               | 18 de juny de 2007     | Kitt Peak            | Spacewatch             |
| 207651 - | 2007 MV13              | 19 de juny de 2007     | Kitt Peak            | Spacewatch             |
| 207652 - | 2007 OQ3               | 18 de juliol de 2007   | Chante-Perdrix       | Chante-Perdrix         |
| 207653 - | 2007 OS3               | 18 de juliol de 2007   | Andrushivka          | Andrushivka            |
| 207654 - | 2007 OF7               | 24 de juliol de 2007   | Reedy Creek          | J. Broughton           |
| 207655 - | 2007 OE8               | 25 de juliol de 2007   | Lulin Observatory    | LUSS                   |
| 207656 - | 2007 OG10              | 25 de juliol de 2007   | Lulin Observatory    | LUSS                   |
| 207657 - | 2007 PA                | 1 d'agost de 2007      | San Marcello         | San Marcello           |
| 207658 - | 2007 PY                | 4 d'agost de 2007      | Reedy Creek          | J. Broughton           |
| 207659 - | 2007 PV1               | 6 d'agost de 2007      | Reedy Creek          | J. Broughton           |
| 207660 - | 2007 PA2               | 7 d'agost de 2007      | Eskridge             | Eskridge               |
| 207661 - | 2007 PR5               | 6 d'agost de 2007      | Lulin Observatory    | LUSS                   |
| 207662 - | 2007 PG7               | 5 d'agost de 2007      | Socorro              | LINEAR                 |
| 207663 - | 2007 PV7               | 9 d'agost de 2007      | Reedy Creek          | J. Broughton           |
| 207664 - | 2007 PJ8               | 10 d'agost de 2007     | Reedy Creek          | J. Broughton           |
| 207665 - | 2007 PK8               | 10 d'agost de 2007     | Reedy Creek          | J. Broughton           |
| 207666 - | 2007 PA11              | 11 d'agost de 2007     | Saint-Sulpice        | B. Christophe          |
| 207667 - | 2007 PW18              | 9 d'agost de 2007      | Socorro              | LINEAR                 |
| 207668 - | 2007 PX18              | 9 d'agost de 2007      | Socorro              | LINEAR                 |
| 207669 - | 2007 PF20              | 9 d'agost de 2007      | Socorro              | LINEAR                 |
| 207670 - | 2007 PH20              | 9 d'agost de 2007      | Socorro              | LINEAR                 |
| 207671 - | 2007 PJ20              | 9 d'agost de 2007      | Socorro              | LINEAR                 |
| 207672 - | 2007 PD22              | 10 d'agost de 2007     | Kitt Peak            | Spacewatch             |
| 207673 - | 2007 PQ26              | 13 d'agost de 2007     | Socorro              | LINEAR                 |
| 207674 - | 2007 PV29              | 8 d'agost de 2007      | Socorro              | LINEAR                 |
| 207675 - | 2007 PC33              | 9 d'agost de 2007      | Socorro              | LINEAR                 |
| 207676 - | 2007 PE33              | 9 d'agost de 2007      | Socorro              | LINEAR                 |
| 207677 - | 2007 PE37              | 13 d'agost de 2007     | Socorro              | LINEAR                 |
| 207678 - | 2007 PH42              | 11 d'agost de 2007     | Anderson Mesa        | LONEOS                 |
| 207679 - | 2007 PV42              | 9 d'agost de 2007      | Socorro              | LINEAR                 |
| 207680 - | 2007 PY46              | 10 d'agost de 2007     | Kitt Peak            | Spacewatch             |
| 207681 - | 2007 QO                | 16 d'agost de 2007     | XuYi                 | PMO NEO Survey Program |
| 207682 - | 2007 QX                | 17 d'agost de 2007     | Bisei SG Center      | BATTeRS                |
| 207683 - | 2007 QJ10              | 23 d'agost de 2007     | Kitt Peak            | Spacewatch             |
| 207684 - | 2007 QP12              | 16 d'agost de 2007     | Cerro Burek          | Cerro Burek            |
| 207685 - | 2007 QX12              | 23 d'agost de 2007     | Kitt Peak            | Spacewatch             |
| 207686 - | 2007 RX2               | 3 de setembre de 2007  | Catalina             | CSS                    |
| 207687 - | 2007 RZ15              | 12 de setembre de 2007 | Taunus               | Taunus                 |
| 207688 - | 2007 RQ16              | 11 de setembre de 2007 | Goodricke-Pigott     | R. A. Tucker           |
| 207689 - | 2007 RR18              | 12 de setembre de 2007 | Chante-Perdrix       | Chante-Perdrix         |
| 207690 - | 2007 RE19              | 14 de setembre de 2007 | Wrightwood           | J. W. Young            |
| 207691 - | 2007 RS23              | 3 de setembre de 2007  | Catalina             | CSS                    |
| 207692 - | 2007 RU27              | 4 de setembre de 2007  | Catalina             | CSS                    |
| 207693 - | 2007 RC34              | 5 de setembre de 2007  | Anderson Mesa        | LONEOS                 |
| 207694 - | 2007 RB38              | 8 de setembre de 2007  | Anderson Mesa        | LONEOS                 |
| 207695 - | 2007 RO39              | 8 de setembre de 2007  | Andrushivka          | Andrushivka            |
| 207696 - | 2007 RO55              | 9 de setembre de 2007  | Kitt Peak            | Spacewatch             |
| 207697 - | 2007 RF58              | 9 de setembre de 2007  | Anderson Mesa        | LONEOS                 |
| 207698 - | 2007 RG58              | 9 de setembre de 2007  | Anderson Mesa        | LONEOS                 |
| 207699 - | 2007 RB59              | 10 de setembre de 2007 | Kitt Peak            | Spacewatch             |
| 207700 - | 2007 RJ70              | 10 de setembre de 2007 | Kitt Peak            | Spacewatch             |